# Lulu Wang
Lulu Wang (xinès: 王露露, pinyin: Wáng Lùlù; Pequín, 22 de desembre de 1960) és una escriptora d'origen xinés que resideix als Països Baixos des del 1986. És novel·lista i també columnista del Shijie Bolan.

## Primers anys
Lulu Wang nasqué al desembre de 1960 a Pequín, Xina. Sa mare era professora de literatura. A la Universitat de Pequín, Wang estudià, entre d'altres, literatura i llengua anglesa. Després de graduar-se, ensenyà en la universitat abans de traslladar-se als Països Baixos el 1986, es dedicà a l'ensenyament de l'idioma xinès a la Universitat Zuyd de Ciències Aplicades de Maastricht.

## Carrera
Al 1997, publica la seua primera novel·la semiautobiogràfica, Het Lelietheater,[2] que conté proverbis en xinés i rimes traduïdes al neerlandés. La novel·la guanyà el Gouden Ezelsoor al 1998 per l'èxit de vendes en el seu debut literari; a l'any següent, guanyà el Premi Internacional Nonino del Festival de Pasqua de Salzburg. Al 1997, era l'autora més venuda en neerlandés. La novel·la ha estat traduïda a diversos idiomes.
Durant un temps, el seu nom era pràcticament l'únic que un lector holandés mitjà recordava quan se li demanava el nom d'un escriptor xinés."
La seva novel·la Wilde Rozen de l'any 2010, igual que l'anterior, es basa en la seua vida a la Xina; el protagonista té dotze anys, i creix durant la Revolució Cultural. Wang el considera el seu llibre més personal. Al 2012, publica Nederland, wo ai ni, un llibre electrònic que conté animacions, música, i un fòrum de discussió, també publicat en versió impresa. Una segona aplicació se'n publicà en el 2013, Zomervolliefde, una edició bilingüe en neerlandés-xinés que inclou poemes, il·lustracions, una cançó i un curtmetratge.
Wang treballa com a columnista per a les revistes de llengua xinesa internacionals World Vision (xinés: 世界博览, pinyin: Shìjiè Bólǎn) i World Affairs (xinés: 世界知识, pinyin: Shìjiè Zhīshì).

## Premis
- Gouden Ezelsoor (1998)[3]
- Premi Internacional Nonino (1999) del Festival Salzburg Easter[4][12]

## Selecció d'obres
- (1997) Het lelietheater
- (1998) Brief aan mijn lezers
- (1999) Het tedere kind
- (2001) Het Witte Feest
- (2001) Seringendroom
- (2002) Het Rode Feest
- (2004) Bedwelmd
- (2007) Heldere Maan
- (2010) Wilde rozen
- (2010) Lotusvingers
- (2012) Nederland, wo ai ni
- (2013) Zomervolliefde
- (2014) Adam en Eva in Xina
- (2014) Posthumous
- (2015) Levenlangverliefd